# Андреевщина (Новгородская область)
Андре́евщина — деревня в Марёвском муниципальном районе Новгородской области, входит в состав Велильского сельского поселения. На 1 января 2012 года постоянное население деревни — 24 жителя, число хозяйств — 8. Площадь земель относящихся к деревне — 7,3 га.
Деревня расположена на юге Новгородской области, на реке Руна на Валдайской возвышенности, на высоте 158 м над уровнем моря. В деревне есть одна улица — Новгородская. Близ Андреевщины находится деревня Седловщина и нежилая деревня Ястребовщина (в прошлом также Михеевщина).

## История
В списке населённых мест Демянского уезда Новгородской губернии за 1909 год посёлок Ястребовщина (Андреевщина) указан как относящийся к Велильской волости уезда (1 стана 3 земельного участка). Население посёлка Ястребовщина (Андреевщина), что был тогда на земле Иванцеского сельского общества — 38 жителей: мужчин — 15, женщин — 18, число жилых строений — 4.
В 1946 году Андреевщина входила в состав Велильского сельсовета Молвотицкого района. Жители деревни работали в 1946—1951 годах в колхозе «Смычка», затем, в 1952—1957 годах — в колхозе «Дружба». Во время неудавшейся всесоюзной реформы по делению на сельские и промышленные районы и парторганизации, в соответствии с решениями ноябрьского (1962 года) пленума ЦК КПСС «о перестройке партийного руководства народным хозяйством» с 10 декабря 1962 года были образованы, в числе прочих, крупные Демянский и Холмский сельские районы, а 1 февраля 1963 года административный Молвотицкий район был упразднён. Велильский сельсовет тогда вошёл в состав Демянского сельского района. С 21 августа 1965 года все колхозы Велильского сельсовета были объединены в совхоз «Велильский». Пленум ЦК КПСС, состоявшийся 16 ноября 1964 года восстановил прежний принцип партийного руководства народным хозяйством, после чего Указом Верховного Совета РСФСР от 12 января 1965 года сельские районы были преобразованы вновь в административные районы и решением Новгородского облисполкома № 6 от 14 января 1965 года и Велильский сельсовет и деревня в Демянском районе. В соответствие решению Новгородского облисполкома № 706 от 31 декабря 1966 года Велильский сельсовет и деревня из Демянского района были переданы во вновь созданный Марёвский район.
Исполком Велильского сельского Совета народных депутатов прекратил свою деятельность с 28 сентября 1990 года, после чего, 12 декабря 1991 года действовал Президиум Велильского сельского Совета, затем была образована Администрация Велильского сельсовета.
В 1990-х гг. на землях совхоза «Велильский» было образовано ООО «Дружба».
По результатам муниципальной реформы деревня входит в состав муниципального образования — Велильское сельское поселение Марёвского муниципального района (местное самоуправление), по административно-территориальному устройству подчинена администрации Велильского сельского поселения Марёвского района.